# Michoacán
Michoacán, auch Michoacán de Ocampo [mitʃoaˈkan de oˈkampo], offiziell Freier und Souveräner Staat Michoacán de Ocampo (spanisch Estado Libre y Soberano de Michoacán de Ocampo), ist ein etwa 4 Millionen Einwohner zählender Bundesstaat im westlichen Zentralmexiko. Die bevölkerungsreichsten Städte sind Morelia, Uruapan und Zamora.

## Geographie
Michoacán hat eine Fläche von 59.928 km²; die Höhenausdehnung liegt zwischen 0 und etwa 3800 Meter ü. d. M., wobei ein großer Teil des Bundesstaates zwischen 1500 und 2000 Metern liegt.
Der Bundesstaat liegt zwischen Jalisco im Westen, México und Guerrero im Osten und Guanajuato im Norden. Er wird im Wesentlichen von zwei Gebirgszügen gebildet – der Sierra Madre del Sur und der Sierra Volcánica Transversal. Natürliche Attraktionen sind der Pátzcuaro-See und der Vulkan Paricutín, der von vielen Mexikanern als eines der sieben Weltwunder der Natur bezeichnet wird. Zwei Flüsse – der Río Lerma und der Río Balsas – gehören zu den wichtigsten Flüssen Mexikos.

## Bevölkerung
| Jahr | Einwohnerzahl |
| ---- | ------------- |
| 1950 | 1.422.717     |
| 1960 | 1.851.876     |
| 1970 | 2.324.226     |
| 1980 | 2.868.824     |
| 1990 | 3.548.199     |
| 1995 | 3.870.604     |
| 2000 | 3.985.667     |
| 2005 | 3.966.073     |
| 2010 | 4.351.037     |
| 2015 | 4.584.471     |

## Geschichte

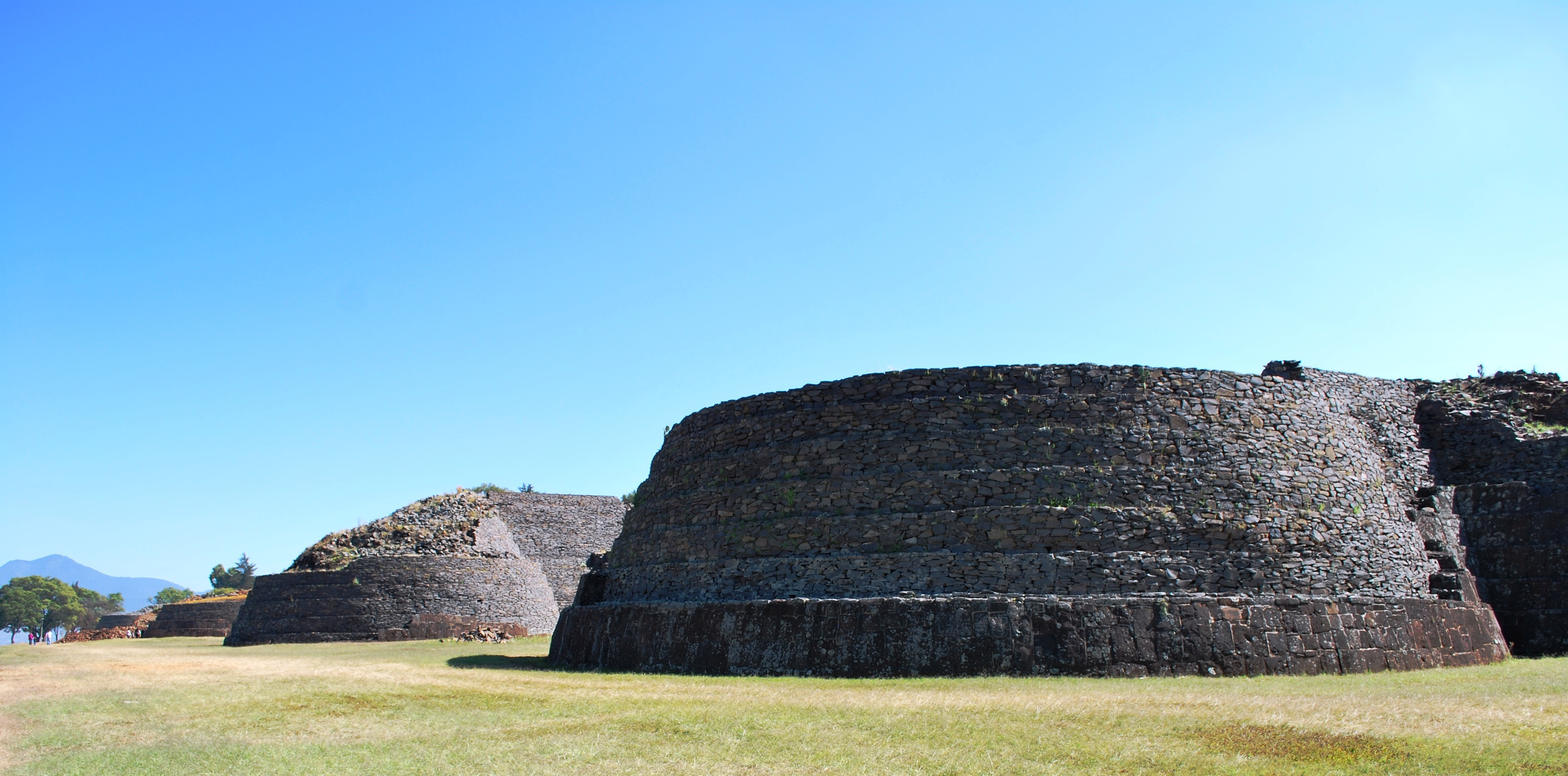
Ruinen von Tzintzuntzan

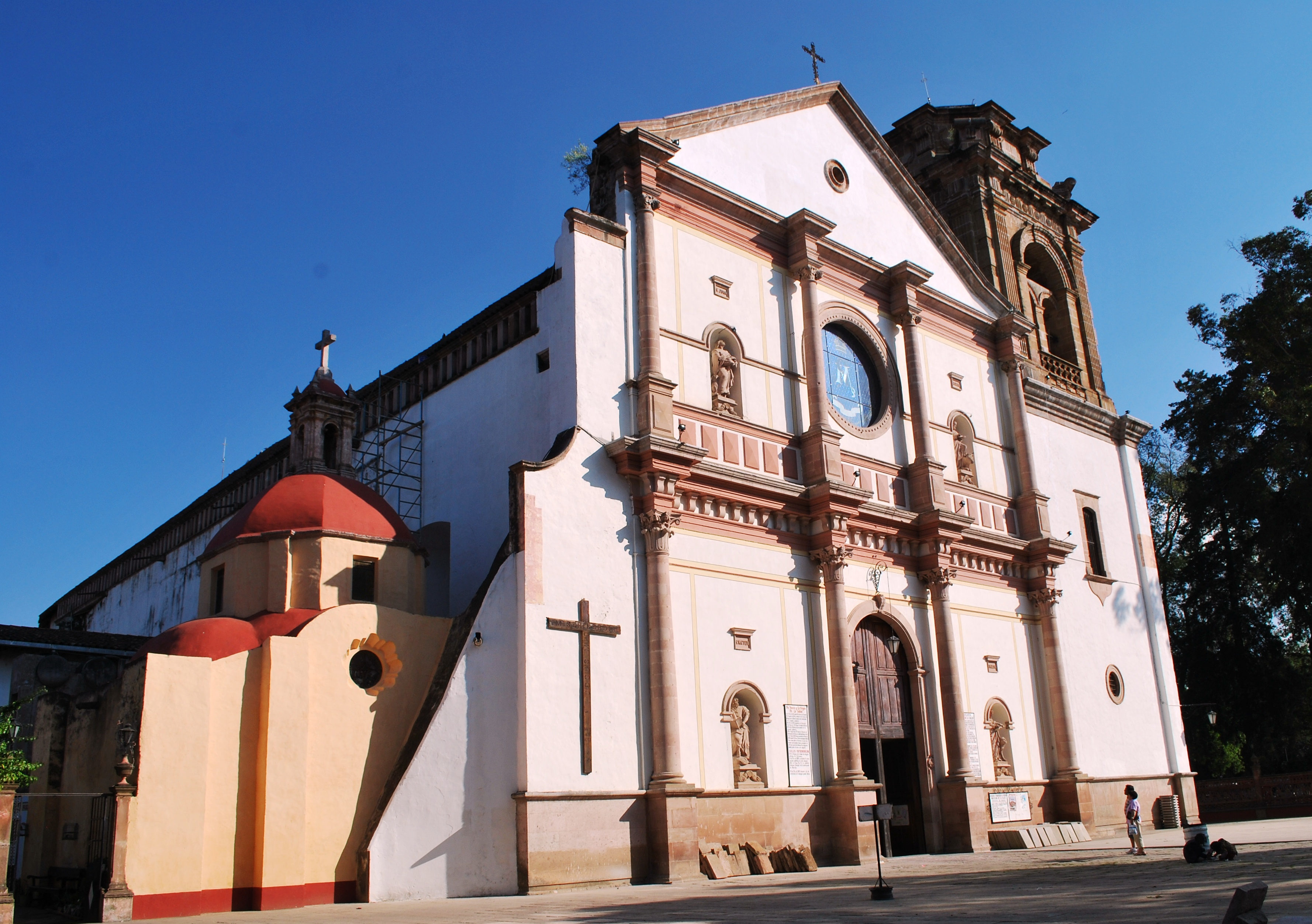
Basilika N. S. de la Salud in Pátzcuaro

Michoacán war der mächtigste Staat der Purépecha (auch Tarasken genannt), einer Untergruppe der Chichimeken, die den Azteken im 15. Jahrhundert eine ebenbürtige Konkurrenz waren und mit ihnen meist in Konflikt standen – ihre bekannteste und bedeutendste Ruinenstätte ist Tzintzuntzan; zwei weitere sind Tingambato und Taretan. Weitere – weniger bedeutsame – archäologische Stätten, die anderen Volks- oder Stammesgruppen (Nahua, Otomi, Matlazinca, Pirinda und Teco) zugerechnet werden, sind El Opeño, Curutarán, Tepalcatepec, Apatzingán, Zinapécuaro und Coalcomán.
Während der spanischen Eroberung Tenochtitláns durch Hernán Cortés blieben die Tarasken neutral. Im Jahre 1530 unterwarf sich der damalige Häuptling Tanganxoan II. den siegreichen Spaniern; in der Folge begannen Franziskaner, Dominikaner und Augustiner ihre Missionsarbeit. Im Jahr 1536 wurde von Papst Paul III. das Bistum Michoacán ins Leben gerufen, welches zehn Jahre später als Suffraganbistum dem Erzbistum-Mexiko-Stadt unterstellt wurde. Die neue Stadt Valladolid, das spätere Morelia, wurde im Jahre 1541 durch den damaligen Vizekönig Antonio de Mendoza gegründet, doch in der Folgezeit gab es mehrere indianische Aufstände, die mit militärischen Mitteln niedergeschlagen wurden. 1602 wurde Michoacán als eigenständige Provinz anerkannt, die weite Teile im Westen Mexikos umfasste. 1776 wurde das riesige Gebiet aufgespalten – es entstand u. a. die Provinz Colima.
In der Frühzeit der Unabhängigkeitsbewegung Mexikos war der bei Guanajuato geborene Priester und Gelehrte Miguel Hidalgo (1753–1811) die treibende Kraft – er hatte seine Studienjahre am Kolleg San Nicolas in Valladolid/Morelia verbracht. In den Jahren des mexikanischen Unabhängigkeitskrieges (1810–1821) spielte Michoacán eine führende Rolle – auch Agustín de Itúrbide, der erste Herrscher des unabhängigen Mexikos, stammte von hier.
Die französische Intervention in Mexiko (1861–1867) brachte Michoacán kurzzeitig unter französische Kontrolle, die jedoch mit der Erschießung Kaiser Maximilians (1867) endete. Die Mexikanische Revolution (1910–1920) spielte sich hauptsächlich in anderen Regionen Mexikos ab, Michoacán war davon nur wenig betroffen. Umso heftiger hingegen verlief hier die sogenannte Cristiada, eine Revolte gegen die Umsetzung der antiklerikalen Bestimmungen der mexikanischen Verfassung von 1917 durch die Regierung von Plutarco Elias Calles. Michoacán war eines der Zentren dieses Aufstands, was seinen Grund darin hatte, dass der Katholizismus besonders stark in weiten Teilen der meist bäuerlichen Bevölkerung dieses Bundesstaats verankert war.
Das „Erdbeben von Mexiko-Stadt“ am 19. September 1985 trägt auch den Namen „Erdbeben von Michoacán“. Bei dem Ereignis starben mindestens 9.500 Menschen, die meisten allerdings in Mexiko-Stadt. Das Epizentrum lag in Michoacán.
Seit Ende des 20. und zu Beginn des 21. Jahrhunderts spielen Drogenkartelle (narcotraficantes) im Zusammenspiel mit korrupten Polizisten und Staatsbeamten eine unrühmliche Rolle in der Geschichte Michoacáns. Die Folge jenes Drogenkriegs in Mexiko ist, dass tausende Einwohner in angrenzende Bundesstaaten flüchteten oder in die USA auszuwandern versuchten (siehe Apatzingán).

## Politik

### Gouverneur
Die Regierung des Bundesstaates wird von einem direkt vom Volk gewählten Gouverneur (span.: Gobernador) geleitet. 

### Verwaltungsgliederung
Michoacán ist in 113 Municipios untergliedert.
Morelia ist die Hauptstadt von Michoacán und zugleich die bevölkerungsreichste Stadt. Die nächstgrößeren Städte sind Uruapan und Zamora.

## Wirtschaft
Land- und Forstwirtschaft sowie Bergbau und Handel spielen die größte Rolle im Wirtschaftsleben Michoacáns.
Land- und Forstwirtschaft
Etwa 20 % der Fläche wird landwirtschaftlich genutzt: Mais, Weizen, Sorghumhirse, Gemüse, Erdbeeren und Zuckerrohr bilden Bodenkulturen, während Avocados, Mangos, Pfirsiche und Zitrusfrüchte als Baumfrüchte anzusehen sind; Michoacán ist einer der größten Avocado-Produzenten weltweit. Der Gliedstaat ist verantwortlich für rund die Hälfte der weltweiten Avocado-Produktion. Er exportiert 80 Prozent seiner Avocado-Produktion in die USA. Für die Produktion einer einzigen Avocado werden bis zu 70 Liter Wasser aufgewendet. Das Zentrum der Avocado-Produktion befindet sich in Tancítaro. Daneben bilden Viehzucht, Fischfang und Forstwirtschaft wichtige Einnahmequellen.
Bergbau
Der Bergbau umfasst sowohl den unterirdischen Abbau von Bodenschätzen (Kohle, Eisen, Nickel, Kupfer, Zink, Silber und Cadmium) als auch den oberirdischen (Schotter, Sand, Kalkstein etc.). In der Umgebung der Hauptstadt Morelia haben sich Eisenhütten und Stahlwerke angesiedelt.
Infrastruktur
Michoacán hat einen Überseehafen (Lázaro Cárdenas), ist ans mexikanische Eisenbahnnetz angeschlossen und hat ein gut ausgebautes Straßennetz von etwa 12.000 Kilometern. Ein internationaler Flughafen befindet sich bei Morelia. Mehrere Wasserkraftwerke liefern einen Großteil des in Michoacán verbrauchten Stromes.
Tourismus
Internationale Touristen finden nur selten den Weg nach Michoacán; bei Mexikanern ist die Region wegen des Waldreichtums, der Seen und der Strände an der Pazifikküste beliebtes Ziel von Tagesausflügen oder Kurzurlauben. Der Nationalpark Uruapans oder der Camécuaro See sind zwei Beispiele für das natürliche Reichtum dieser Gegend. (Lago de Camécuaro)  Am Tag der Toten (día de muertos), der alljährlich am 1. und 2. November begangen wird, leben christliche und indianische Traditionen vor allem in der Gegend um den Pátzcuaro-See. wieder auf.

## Flora und Fauna
In den landwirtschaftlich genutztenen Gebieten Michoacáns sind die ursprünglich hier beheimateten Pflanzen und Tiere nahezu verschwunden. Etwa die Hälfte des Bundesstaates ist jedoch immer noch bewaldet; einige abgelegene Waldgebiete in den Bergregionen dienen den Monarchfaltern als winterliche Ruheplätze.

### Monarchfalter

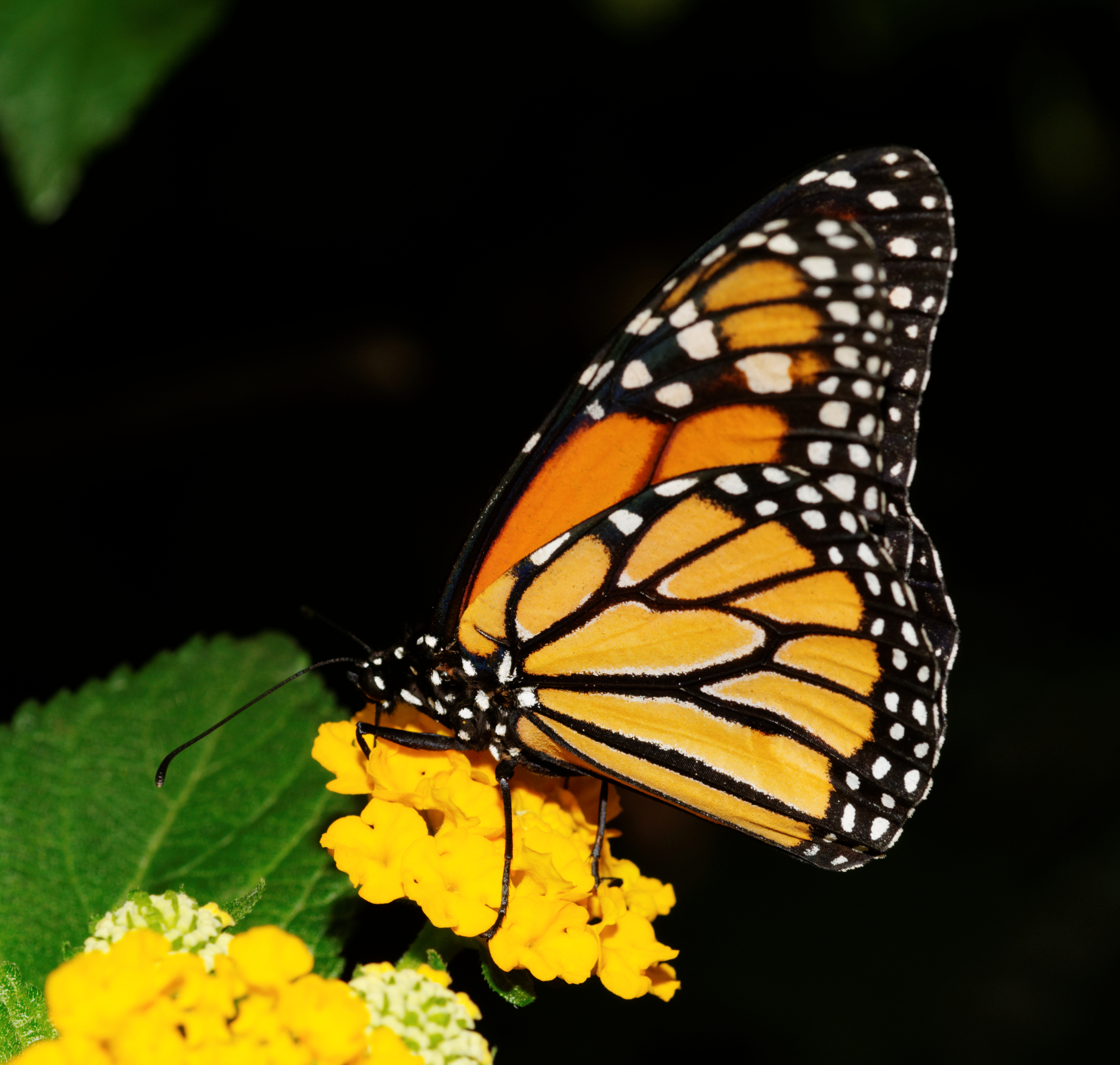
Monarchfalter

Diese Schmetterlingsart bewältigt in vier Generationen eine tausende Kilometer lange Reise von Kanada nach Mexiko und wieder zurück. Im Winter sammeln sich diese bemerkenswerten Falter dicht gedrängt auf wenigen Hektar Bergwald in Michoacán, wo es ihnen die besonderen klimatischen Bedingungen erlauben, die winterliche Kälte zu überdauern.
Das Naturschauspiel der Ankunft der Schmetterlinge wird jedes Jahr von der Bevölkerung Michoacáns sehnlichst erwartet und als „Dia de los Muertos“ gefeiert. Der Name des Feiertages bedeutet „Tag der Toten“, denn die Schmetterlinge werden als die Träger der Seelen der Verstorbenen angesehen. Auch viele Touristen reisen an, um die beeindruckend riesigen Schmetterlingsschwärme zu sehen. "El Cacique", "El Rosario" y "El Llano del Toro" en Angangue sind wohl die günstigsten Orte, um dieses Phänomen zu beobachten.
Die Schmetterlinge mit der auffälligen Farbkombination schwarz-orange mit weißen Punkten wurden zum Symbol Michoacáns und sind auf vielen touristischen Souvenirs wie T-Shirts und Tassen, aber auch in den Straßen z. B. als Ladendekoration zu finden. Die beste Reisezeit, um die Falter zu sehen, ist Ende Oktober bis Mitte Februar.
Wie bedroht diese Tierart durch die voranschreitende Abholzung der Wälder mit dem von den Faltern benötigten speziellen Mikroklima schon ist, hat Nick de Pencier in seinem Dokumentarfilm „Die Reise des Schmetterlings“ („The Incredible Journey of the Butterflies“, 2009) eindrücklich festgehalten.